# Gallo (Comiziano)
Gallo, nota come Gallo di Comiziano e in passato ufficialmente denominata Gallo di Nola, è l'unica frazione del comune di Comiziano, situata nelle ultime propaggini della città metropolitana di Napoli, luogo originario della famiglia paterna di Giorgio Napolitano, 11º Presidente della Repubblica.

La località si trova in prossimità di Nola ed è completamente conurbata al centro abitato del comune di Cimitile, mentre con il capoluogo comunale sussiste una certa soluzione di continuità.

Prima del Fascismo, il nome della era all'interno della denominazione del comune, che era Cumignano e Gallo di Nola.

## Società
A Gallo, la sera del 5 dicembre si organizza il cosiddetto "Fucarone 'e San Nicola" (fuoco di San Nicola) in cui i gallesi, in onore di San Nicola, ammassano un'enorme quantità  di fascine di legno da ardere, che poi viene incendiato la sera, tra cibi vari e canzoni tipiche napoletane. La leggenda narra che San Nicola di Bari si fermò a Gallo in groppa ad un asino, proprio nel punto in cui si fermò fu costruita una chiesa in suo onore.

## Monumenti e luoghi d'interesse
L'antica chiesa di San Nicola, in onore di San Nicola di Bari, santo patrono della frazione, risalente al VII secolo.
A Gallo è presente anche la Chiesa dell’Immacolata Concezione.

## Località confinanti
Casamarciano, Cimitile, Schiava di Tufino.